# Пурпурит

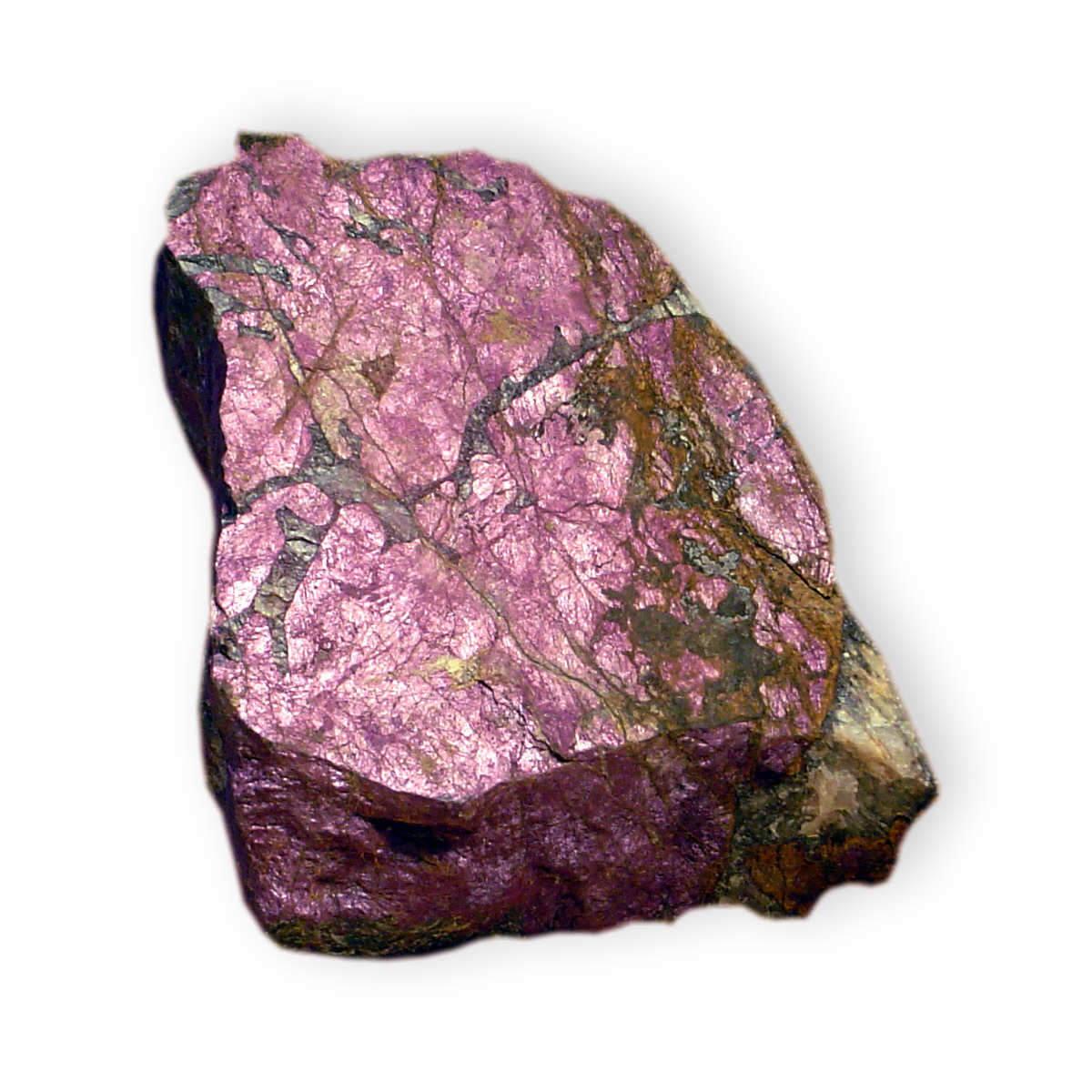

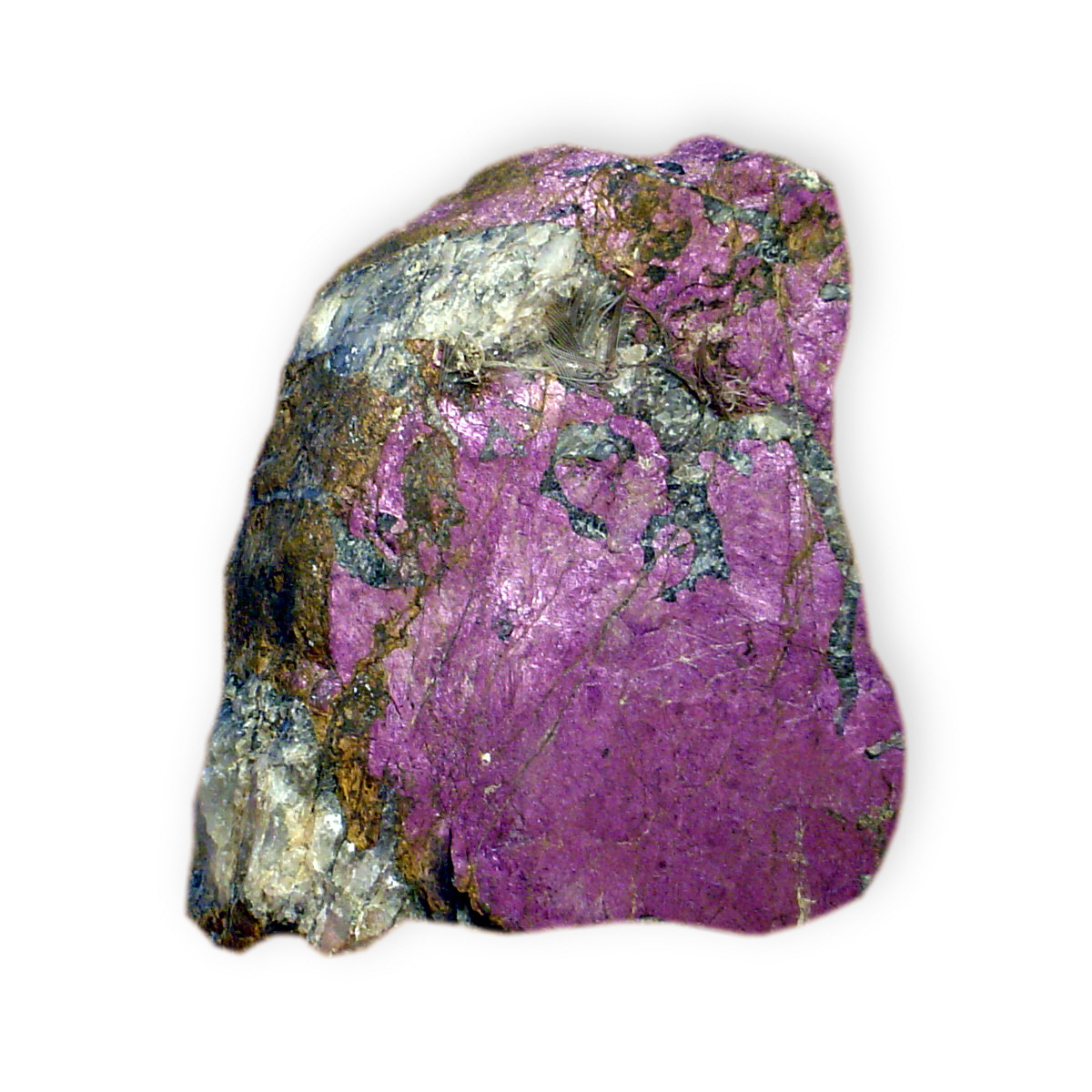

Пурпурит (англ. Purpurite; лат. purpureus) — мінерал, фосфат мангану. Назва — за кольором мінералу.

## Загальний опис
Склад (%): Mn2O3 — 52,66; P2O5 — 47,34. Домішки Fe. Зустрічається пегматитах. Форми виділення: зерна, суцільна маса.

## Родовища
Поклади пурпуриту мають країни та регіони: Намібія, Руанда, США (Південна Дакота, Коннектикут), Росія (Кольський півострів), Німеччина (Баварія), Західна Австралія.

## Застосування
Колекційний мінерал, виробний камінь, огранка кабошоном.